# East Carroll Parish
East Carroll Parish is een parish in de Amerikaanse staat Louisiana.
De parish heeft een landoppervlakte van 1.092 km² en telt 9.421 inwoners (volkstelling 2000). De hoofdplaats is Lake Providence.

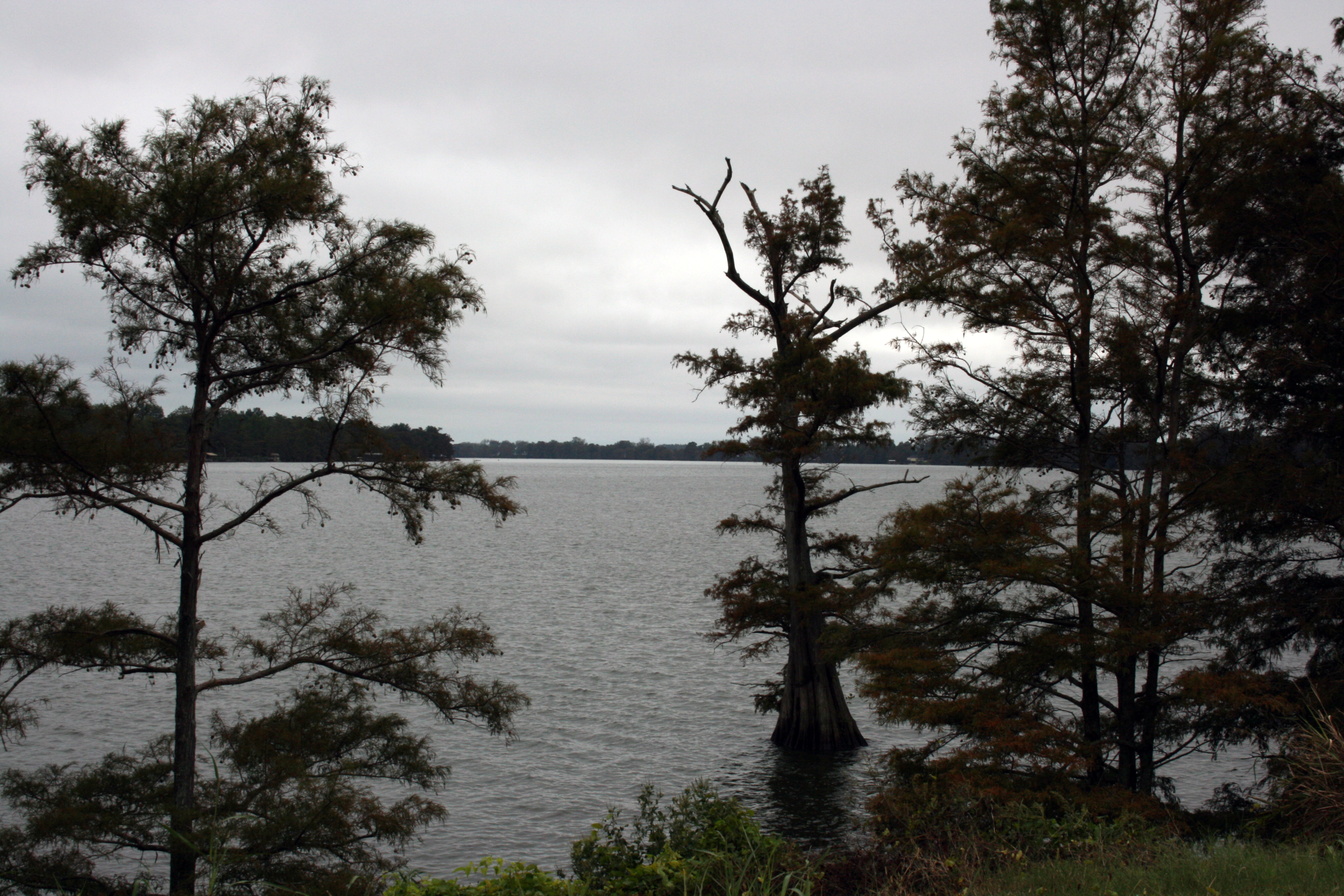
Lake Providende, gezien vanaf het einde van LA highway 2